# Északnyugati szövetségi körzet

Az Északnyugati szövetségi körzet elhelyezkedése

Az Északnyugati szövetségi körzet (Северо-Западный федеральный округ, Szevero-Zapadnij  fegyeralnij okrug) Oroszország nyolc szövetségi körzetének egyike. 

## Jellemzése
Az európai országrész északi és északnyugati részén helyezkedik el. Területe: 1 677 900  km², az ország területének közel 10%-a. Lakossága mintegy 13,5 millió fő.
Az elnöki képviselet székhelye: Szentpétervár
- Az elnök meghatalmazott képviselője: Ilja Joszifovics Klebanov (2003. november 25. óta.)
- Korábbi elnöki képviselők a szövetségi körzetben:

1. Viktor Vasziljevics Cserkeszov (2000. május 18. – 2003. március 11.)
2. Valentyina Ivanovna Matvijenko (2003. március 11. – 2003. november 1.)

### Összetétele
Ebbe a szövetségi körzetbe tartozik a föderáció 11 alanya (szubjektuma): 
| Északnyugati szövetségi körzet | Északnyugati szövetségi körzet | Északnyugati szövetségi körzet | Északnyugati szövetségi körzet |
| #                              | Zászló                         | Föderáció alanya               | Székhely                       |
| ------------------------------ | ------------------------------ | ------------------------------ | ------------------------------ |
| 1                              |                                | Arhangelszki terület           | Arhangelszk                    |
| 2                              |                                | Vologdai terület               | Vologda                        |
| 3                              |                                | Kalinyingrádi terület          | Kalinyingrád                   |
| 4                              |                                | Karélia                        | Petrozavodszk                  |
| 5                              |                                | Komiföld                       | Sziktivkar                     |
| 6                              |                                | Leningrádi terület             | Szentpétervár                  |
| 7                              |                                | Murmanszki terület             | Murmanszk                      |
| 8                              |                                | Nyenyecföld                    | Narjan-Mar                     |
| 9                              |                                | Novgorodi terület              | Novgorod                       |
| 10                             |                                | Pszkovi terület                | Pszkov                         |
| 11                             |                                | Szentpétervár                  | Szentpétervár                  |

## Külső hivatkozások
- Az Északnyugati szövetségi körzet hivatalos honlapja